# Папаго

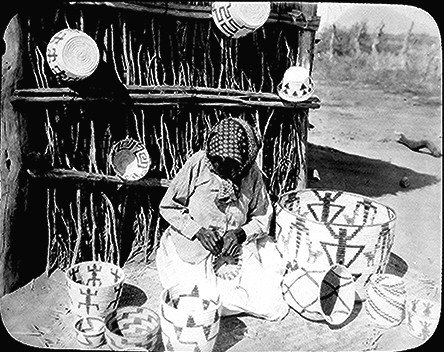
Изготовление корзин в племени папаго

Папаго (самоназв. Tohono O’odham, дословно — «люди пустыни») — индейский народ, обитающий в пустыне Сонора в основном в индейской резервации Тохоно-О’одам.
В настоящее время наиболее крупная их резервация находится между городами Тусон и Аджо в штате Аризона. Язык их весьма похож на язык племени пима, территория которых находится к югу от г. Финикс, вдоль реки Хила.
Происхождение папаго остаётся предметом споров. По мнению одних специалистов, около 300 лет назад это племя мигрировало на север. Другие полагают, что это племя является потомком культуры Хохокам, построившей великолепные скальные дворцы в Каса-Гранде. Испанские миссионеры-францисканцы принудительно обратили племя в христианство и в конце XVIII в. построили миссию Сан-Хавьер дель Бак, однако деятельность миссионеров встретила сопротивление, и в XVII-XVIII веках папаго не раз поднимали восстания. Индейцы-папаго часто враждовали с соседними индейскими племенами из группы апачи.